# Scorțeanca, Buzău
Scorțeanca este un sat în comuna Amaru din județul Buzău, Muntenia, România.